# Tuscaloosa
Tuscaloosa er en amerikansk by og administrativt centrum i det amerikanske county Tuscaloosa County i staten Alabama. I 2006 havde byen et indbyggertal på 83.052.

## Ekstern henvisning
- Wikimedia Commons har flere filer relateret til Tuscaloosa
- Tuscaloosas hjemmeside (engelsk)